# Tríptico de Dresden
O Tríptico de Dresden (ou Virgem e Menino Jesus com  São Miguel e Santa Catherine e um Patrono, ou Tríptico da Virgem e do Menino Jesus) é um retábulo tríptico articulado de pequena dimensão da autoria do pintor flamengo Jan van Eyck. É composto por cinco pinturas em painéis individuais: um painel central interior, e duas alas duplas exteriores. Está assinado e datado em 1437, e encontra-se na colecção permanente da Gemäldegalerie Alte Meister, em Dresden, com os painéis ainda inseridos nas suas molduras originais. Único tríptico existente atribuído a van Eyck, e o único que não é um retrato, assinado com o seu lema pessoal, ALC IXH XAN ("Faço conforme posso"). Este trabalho pode ser colocado a meio dos seus trabalhos conhecidos. Este tríptico espelha vários motivos dos seus primeiros trabalhos, ao mesmo tempo que que mostra a evolução na sua capacidade de transmitir profundidade de espaço, e inclui elementos iconográficos das representações de Maria na Igreja Católica que se espalhariam na segunda metade do século XV. Elisabeth Dhanens descreve esta obra como sendo  "o trabalho mais charmoso, delicado e apelativo de Jan van Eyck que chegou aos nossos dias".
As pinturas das duas alas exteriores ficam visíveis quando o tríptico se encontra fechado. Aquelas mostram a Virgem Maria e o anjo Gabriel, na cena da Anunciação, pintadas em grisaille, as quais, devido ao seu quase tom monocromático, dão a impressão de as figuras serem esculpidas. Os três painéis exteriores estão inseridos no interior eclesiástico. No painel central interior, Maria está sentada e segura o Menino Jesus no seu colo. Na ala esquerda, o anjo Miguel apresenta um patrono, enquanto na ala direita, Santa Catarina lê um livro de orações. Os painéis interiores estão enquadrados por duas camadas de tinta bronzeada, com inscrições, na sua maior parte, em latim. Os textos são retirados de diversas fontes: nas cenas centrais, de descrições bíblicas da Assunção de Maria; nas alas interiores, de fragmentos de orações dedicadas aos santos Miguel e Catarina.
O tríptico poderá ter sido realizado para devoção pessoal, talvez como um retábulo transportável para um clérigo migrante. O facto de as molduras estarem tão ricamente decoradas com inscrições latinas, pode indicar que o patrono, cuja identidade é desconhecida, tinha um grau elevado de educação e cultura. A falta de documentação sobre os pedidos de elaboração de pinturas do século XV, no Norte da Europa, não permite identificar os seus autores, sendo que a sua identidade é, habitualmente, estabelecida através de evidências recolhidas pelos modernos historiadores de arte. No presente trabalho, os brasões danificados nos bordos das alas interiores foram identificados com a família Giustiniani de Génova – um importante albergo desde 1362 – que estabeleceu relações comerciais com Bruges a partir de meados do século XIV.

## Proveniência e autoria
O Tríptico de Dresden terá estado na posse da família Giustiniani durante a segunda metade do século XV. É mencionado num registo de compra, datado de 10 de Maio de 1597, por Vincenzo Gonzaga, duque de Mântua, e, posteriormente, vendido juntamente com a Colecção Gonzaga a Carlos I de Inglaterra em 1627. Depois da queda e execução de Carlos I, a pintura foi para Paris sendo possuída por Eberhard Jabach, um banqueiro alemão de Colónia e negociador de arte ao serviço de Luís XIV de França e do cardeal Mazarin. Um ano após a morte de Jabach em 1695, a obra passou para as mãos do Eleitorado da Saxóniae, posteriormente, aparece num inventário de 1754 da Colecção Dresden, atribuída a Albrecht Dürer, até que o historiador alemão Aloys Hirt, em 1830, estabeleceu a sua autoria a van Eyck. Em meados do século XIX, os catálogos de Dresden atribuíam a autoria do retábulo a Hubert van Eyck (d. 1426), e anos mais tarde a Jan.

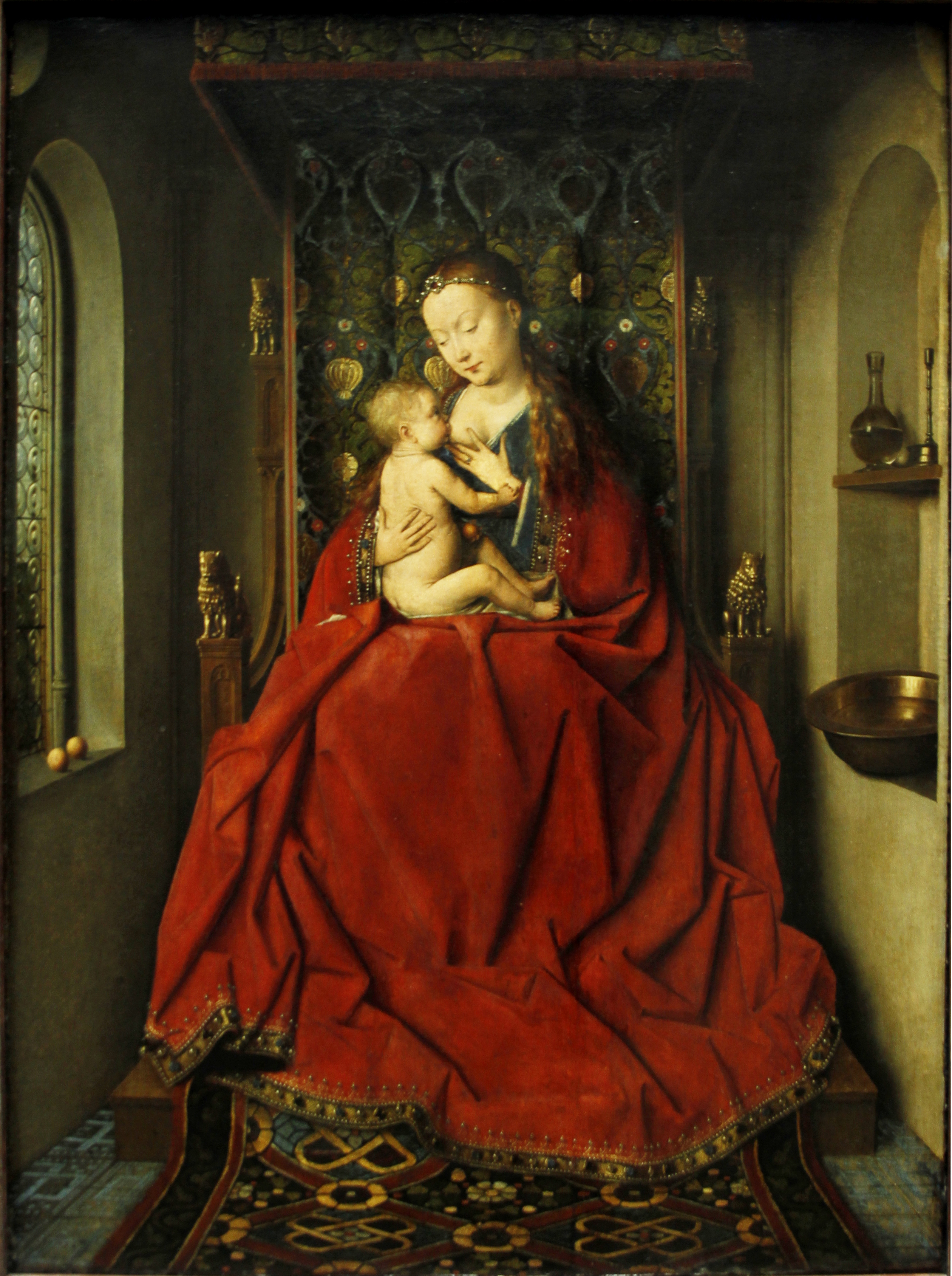
Lucca Madonna de Jan van Eyck, c. 1436. Städelsches Kunstinstitut, Frankfurt

Van Eyck assinou, datou e acrescentou o seu lema no painel central, um facto apenas descoberto quando a moldura foi removida durante um processo de restauro no século XX, e confirmado com a descoberta da assinatura, em 1959, a qual está colocada juntamente com as palavras IOHANNIS DE EYCK ME FECIT ET C[OM]PLEVIT ANNO D[OMINI MCCCCXXXVII.ALC IXH XAN ("Jan Van Eyck Realizou e Completou-Me No Ano De 1437. Como Posso"). A palavra "completou" (complevit) pode sugerir a data do termo da pintura, mas como era habitual os grandes mestres da época terem oficinas que os ajudavam em trabalhos de maior importância, a inscrição pode ser vista como socialmente agressiva; talvez um mestre pintor mais arrogante a transmitir que os seus assistentes tiveram pouco envolvimento material nos painéis, e que ele era o principal responsável pelo seu desenho e execução. Esta ideia é reforçada pelo facto de que este trabalho é o único que não é um retrato que contém o lema de van Eyck,ALC IXH XAN. Até à descoberta da assinatura, a obra foi invariavelmente datada entre as décadas de 1420 e 1430. O facto de não haver dúvida quanto à autoria dos painéis, estes são utilizados para servir de base à datação de outros trabalhos de van Eyck; são vários os desenvolvimentos estilísticos, incluindo o tipo de vitrais e molduras em volta das arcadas, e a sua capacidade em transmitir perspectiva, a qual pode ser utilizada para determinar se outros trabalhos são anteriores a este tríptico.
O painel central tem sido várias vezes comparado com o seu trabalho não assinado e não datado Lucca Madonna de c. 1436. Este trabalho é semelhante ao painel central do tríptico de Dresden em numerosos aspectos, incluindo a cobertura em verde escuro, a figuração e o posicionamento de Maria, o seu vestido cheio de dobras, os pigmentos castanhos e cor-de-laranja do chão, o tapete geométrico e as esculturas em madeira. Pensa-se que Lucca Madonna é um retrato da sua esposa, Margaret.

## Descrição
O retábulo tem uma dimensão de 33 cm × 27,5 cm incluindo as molduras. Dada o seu reduzido tamanho, o tríptico seria transportado e usado como uma peça pessoal devocional, ou altare portabile. Membros das classes altas e da nobreza adquiriam este tipo de peças através de uma autorização papal, para serem utilizadas durante as viagens e, habitualmente, durante as peregrinações. O patrono e empregador de van Eyck, Filipe III de Borgonha, era dono de, pelo menos, um tríptico do qual sobreviveram alguns fragmentos.
Os três painéis interiores mostram uma típica Sacra conversazione, uma forma estabelecida em Itália no final do século XIV, com um orago a apresentar o patrono, habitualmente ajoelhado, a uma "Divindade ou Mãe de Deus". John Ward acredita que a iconografia rica e complexa, e o significado simbólico que van Eyck emprega nos seus painéis religiosos, serviam para destacar a co-existência que o artista via entre os mundos espiritual e material. Nas suas primeiras pinturas, os subtis elementos iconográficos – referidos como simbolismo disfarçado – encontram-se, habitualmente, a "pairar" nas suas pinturas, como "[detalhes] relativamente pequenos, em segundo plano ou na sombra". Estes elementos incluem a aparição da Virgem perante o patrono, cujo painel contém pormenores esculpidos que aparentam reflectir acontecimentos da sua vida. Nos seus painéis religiosos, após 1436, a presença de elementos simbólicos ou iconográficos está bastante reduzida. Ward levante dúvidas sobre a dimensão da pintura: ou os desejos do contratante influenciaram a sua escolha, ou ele "decidiu que tinha esgotado todas as mais interessantes possibilidades e .... muito do seu planeado simbolismo foi mal apreciado pelos planos ou pelos  by viewers." De acordo com Jacobs, este trabalho reflecte um sistema de simbolismo no qual os objectos celestiais e os terrenos se justapõem. Esta situação é evidente na disparidade entre o exterior monocromático e os garridos painéis interiores.

### Estruturas
O tríptico mantém as suas estruturas originais, as quais estão ambas ornamentadas e serviam para proteger a peça de arte dos efeitos da luz e do fumo durante as viagens. As estruturas interiores têm molduras encastradas e inscrições douradas, e os cantos superiores dos dois painéis extremos têm, cada um, um conjunto esculpido de brasões. Os caracteres e as frases em latim têm um duplo objectivo. Por um lado, são ornamentais, semelhante às margens dos manuscritos medievais, e, por outro lado, estabelecem o contexto para as imagens; van Eyck terá pretendido que o observador do seu trabalho contemplasse o texto e as imagens em uníssono. Ao escrever sobre os primeiros trípticos flamengos, Jacobs refere que as inscrições servem para distinguir, e separar, as esferas mundanas das celestiais, com os painéis  contendo imagens terrenas, enquanto as inscrições nas estruturas agem como chamada de atenção para as influências celestiais. As letras reforçam a dualidade entre entre o céu e a terra, com Santa Catarina a servir de lembrete para piedade ascética ao mesmo tempo que a sua própria figura está representada com roupa sumptuosa e jóias.
As inscrições no painel central são fragmentos do Livro da Sabedoria (7:26 e 7:29), e de Eclesiastes (24: 23–24). Em relação aos painéis laterais, as inscrições têm origem em textos sobre os dois santos.

### Painéis interiores

#### A Virgem e o Menino Jesus
No painel central, a Virgem e o Menino Jesus estão sentados num trono, numa nave da igreja, ladeados por várias colunas. As colunas estão pintadas com uma variedade de pigmentos vermelhos, laranjas e cinzentos escuros, um esquema de cores que Peter Heath descreve como dando uma "sensação [da presença] de silêncio no ambiente". O trono está assente num estrado, tendo à sua frente um tapete oriental, ricamente ornamentado, que, por sua vez, se encontra em cima de um chão com um padrão geométrico semelhante. Os braços do trono e os arcos em ambos os lados, contém figuras esculpidas, incluindo minúsculas representações de Isaac e David and Goliath, apesar de o historiador de arte historian Antje Maria Neuner achar que as pequenas esculturas representam Jefté a sacrificar a sua filha. Mary usa um vestido ricamente bordado e, como é típico de Van Eyck, um imponente manto vermelho que serve de veste de honra. O manto cobre um vestido azul com o bordo adornado com jóias. Nas suas representações de Maria, Van Eyck veste-a, habitualmente, de vermelho, escreve Pächt, o que lhe dá um aparente domínio do espaço onde se encontra. O Menino Jesus está nu e segura perante o doador uma bandeirola decorada com a frase do Evangelho segundo Mateus (11:29), DISCITE A ME, QUIA MITIS SUM ET HUMILIS CORDE ("Aprendei de mim , porque sou manso e humilde de coração").

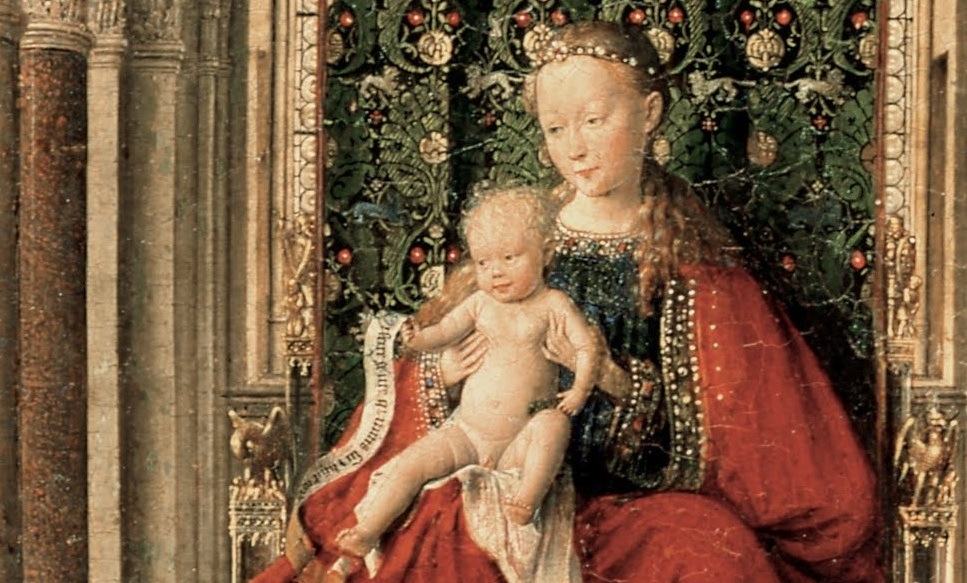
Detalhe da pintura mostrando a Virgem e o Menino sentados no trono com colunas de mármore de várias cores à sua esquerda.

A presença de Maria na igreja é simbólica; ela e a criança ocupam a zona onde é habitual o alter se encontrar. Tal como os outros dois retratos da Virgem pintados por Van Eyck (Virgem e Menino com Canon van der Paele de 1436 e Virgem numa Igreja de c. 1438–40), Maria é representada em grandes dimensões e desproporcionadamente no cenário onde se encontra inserida. Esta forma de ilustração mostra as influências de artistas italianos dos séculos XII e XIII como Cimabue e Giotto, os quais tinham a tradição de elaborar enormes representações de Maria em ícones bizantinos. Segundo Lorne Campbell, Maria é apresentada como se "se elevasse do seu trono e alcançasse o mesmo nível de S. Miguel e S. Catarina, passasse sobre eles e mesmo sobre as próprias colunas da igreja da igreja." Esta ideia está em sintonia com a tendência de Van Eyck, em tais retratos, para apresentar Maria como se ela fosse uma aparição materializando-se perante o doador, em resposta à sua oração e devoção. Nesta pintura de Van Eyck, Maria surge em grande dimensão, mas menos grandiosa do que nos trabalhos do século XIII. Ela está desproporcionada face à arquitectura do seu painel, mas proporcional em relação às figuras nas alas. Esta forma de pintar evidencia o início da fase de maturidade de Van Eyck, em particular na "grande profundidade espacial" da composição.
A pose de Cristo segue a linha de Paele Madonna; o seu corpo inclina-se sobre o doador, mas aqui a sua cabeça está mais direccionada para o observador.

## Estado de conservação
O tríptico encontra-se em más condições, tendo vários danos e perdas de pintura, e passado por vários restauros. As molduras exteriores, originalmente pintadas de cinzento e amarelo, foram repintadas de preto e vermelho no século XVI ou XVII quando "uma falsa carapaça de tartaruga, que imitava o então na moda folheado, substituiu a anterior pintura vermelho-acastanhada". Em relação às molduras interiores, estas receberam uma capa em ébano para protecção, na década de 1840. O vestido de Maria passou por vários restauros ao nível da sua pintura, com extensas áreas do seu manto a serem reparadas em 1844 pelo pintor Eduard Bendemann. Os muito danificados brasões foram reparados, mas as molduras têm sofrido diversos danos e foram pintados com várias camadas de tinta em algumas zonas. A pintura foi levada para Moscovo durante a [Segunda Guerra Mundial]]. Foi devolvida em 1959 sendo limpa, restaurada e analisada num laboratório. Este processo revelou a inscrição ALC IXH XAN na moldura interna da cena central de frente para o pavimento de mosaicos, quando uma camada de tinta castanha foi retirada. A zona envolvente foi removida durante o restauro de 1959.